# Павловский, Михаил Петрович
Михаил Петрович Павловский (15 ноября 1930, Берестечко, Волынское воеводство — 18 января 2013, Львов) — советский хирург, учёный в области медицины, доктор медицинских наук (1971), действительный член Национальной академии медицинских наук Украины, академик АН ВШ Украины.

## Биография
Родился  15 ноября 1930 года в городе Берестечко на Волыни.
Умер 18 января 2013 года во Львове.

## Научная деятельность
Один из ведущих учёных в области клинической хирургии и хирургической эндокринологии. Основные направления научной деятельности: полиорганная недостаточность в абдоминальной и эндокринной хирургии; современные методы диагностики, эндоскопические и видеохирургические методы лечения желчнокаменной болезни, опухолей надпочечников, наружных брюшных грыж; структура и особенности диагностики, новые подходы к лечению очаговых поражений печени, в частности — первичного и метастатического рака, доброкачественных опухолей, абсцессов, паразитарных и не паразитарных кист. Фундаментальные исследования направлены на обоснование новых подходов к патогенетического лечения острого панкреатита; иммунологические и морфологические изменения при хирургической патологии. Кроме того, вырабатывает комплексную диагностику и лечебную тактику при аутоиммунном тиреоидите, рецидивном и токсическом зобе, раке щитовидной железы, при гиперпаратиреозе, сахарном диабете и др.
Впервые на Украине разработал и внедрил хирургическое лечение опухолей надпочечников лапароскопичной технологии.
Автор и соавтор более 1000 научных работ, в том числе 15 монографий, 25 авторских свидетельств на изобретения и патентов, большинство которых упорядочены в «Биобиблиографии», которая издана в 1999 году. Подготовил 15 докторов и 40 кандидатов медицинских наук, создал научную школу хирургов.
Член Президиума НАМН Украины (отдел клинической медицины), заместитель Председателя Ассоциации хирургов Украины, Председатель Львовской областной Ассоциации хирургов, член Ассоциации Эндокринологов Львовщины, действительный член НТШ, вице-президент Всемирной федерации украинских медицинских сообществ (ВФУМС), главный редактор Львовского медицинского журнала «Acta Medica Leopoliensia», член редколлегий ряда ведущих научных журналов Украины и Польши.

### Научные труды
- Циррозы печени и их хирургическое лечение (1966);
- Диагностика и лечение пороков половой дифференциации (1990);
- Селезёнка (1996);
- Псевдокисты поджелудочной железы (1997);
- Тромбоэмболия ветвей легочных артерий и посттромбоэмболическая легочная гипертензия: диагностика, лечение и профилактика (1999);
- СПИД в хирургической клинике (2001);
- Скользящие паховые грыжи (2003).

## Награды
Заслуженный работник высшей школы УССР (1980)
Награждён Грамотой Верховной Рады Украины за заслуги перед украинским народом; Почётными грамотами Министерства охраны здоровья Украины; орденами: «Знак почёта», «Дружбы народов», знаком отличия Президента Украины орден «За заслуги» III степени и многочисленными медалями.
Заслуженный профессор Львовского национального медицинского университета им. Данила Галицкого, почётный профессор Института проблем эндокринной патологии имени. Я. Данилевского; почётный член общества хирургов Польши и награждён медалью Л. Ридигера; почётный член Академии медицины Польши (1998), действительный член Всемирной академии медицины Альберта Швайцера, награждён Большой Золотой медалью Альберта Швайцера, Большой Золотой Звездой Мировой академии медицины А. Швайцера, дважды лауреат Государственной премии Украины в области науки и техники (1986, 2000), лауреат международного академического рейтинга популярности и качества «Золотая Фортуна» (2002), заведующий кафедрой хирургии факультета последипломного образования (1973—1976); заведующий кафедрой факультетской хирургии Львовского национального медицинского университета им. Даниила Галицкого (1973), ректор этого же университета (1981—1998). Почётный профессор Тернопольского государственного медицинского университета имени И. Я. Горбачевского